# FIGO-classificatie
De FIGO-classificatie is het door de Fédération Internationale de Gynécologie et d'Obstétrique (FIGO) voorgesteld systeem voor het indelen van gynaecologische tumoren. Het FIGO-classificatie wordt in de gynaecologie naast de TNM-classificatie van maligne tumoren ingezet.
De FIGO-stadia worden als volgt gedefinieerd:
| Stadium 0   | Carcinoma in situ                                       |
| Stadium I   | Tumor begrensd op het aanvankelijke orgaan              |
| Stadium II  | Tumor in aangrenzend weefsel gegroeid                   |
| Stadium III | Uitzaaiing naar naastgelegen orgaan                     |
| Stadium IV  | Uitgroei in aangrenzende organen, vergelegen metastasen |

Bij de diverse gynaecologische tumoren worden de FIGO-stadia vervolgens vaak fijner onderverdeeld op grond van specifieke criteria.